# Београдски надреализам
Београдски надреализам представља изузетну и значајну уметничку појаву у српској култури. Реч је о надреалистичкој књижевно-уметничкој групи која је, у духу историјских авангарди, деловала почетком тридесетих година 20. века у Београду.

## О покрету
Београдски надреализам један је од ретких српских уметничких покрета који се рађа и развија заједнички са покретима у Европи, посебно у Паризу, али развија сопствене карактеристике и заузима значајно место у контексту европског надреализма. Мада је започео као литерарни покрет, надреализам се развио и обухватио визуелне уметности, усвајајући елементе из психоанализе, филозофије и политике. Овај уметнички покрет развијао се у међусобном контакту београдских и француских надреалиста, који је одржаван личним посетама, сталном преписком и прилозима који су двосмерно објављивани у публикацијама. Београдски надреализам је почивао на бројним специфичностима и разноврсним, често оригиналним уметничким стратегијама. Његова поетика подразумевала је антиграђански и антиконвенционални однос према уметности, а наглашена наклоњеност ка експерименту довела је до његовог испољавања на различитим плановима – не само на стваралачком кроз поезију и визуелну уметност, већ и на идеолошком, моралном плану.

## Историја
Уметност прве половине 20. века обележили су авангардни покрети, а један од њих био је и надреализам, који је званично настао у Паризу 1924. године. Промене које су наступиле у Европи након Првог светског рата уздрмале су и област уметности, а Фројдова психоанализа и тумачење снова заувек су променили не само психологију, већ и уметничко стваралаштво. Године 1929. придружио се и Салвадор Дали и убрзо постао један од покретача свих збивања услед своје ексентричне и доминантне природе. Истих година доста Срба је боравило на студијама у Паризу, где поједини долазе у додир са надреалистичким покретом. Привукле су их исте идеје, марксизам, Фројд и револуционарна оријентисаност.
Исте 1929. године када је Дали званичнио постао надреалиста, тринаестиорица Београђана су потписали манифест на оснивачком састанку у стану Александра Вуча, у Улици кнегиње Љубице бр. 1 (данас Змај Јовина бр.1). Потписници манифеста и оснивачи групе београдских надреалиста били су: Александар Вучо, Оскар Давичо, Милан Дединац, Младен Димитријевић (псеудоним Димитрија Дединца), Стеван Живадиновић - Ване Бор, Радојица Живановић Ное, Ђорђе Јовановић, Ђорђе Костић, Душан Матић, Бранко Миловановић, Коча Поповић, Петар Поповић и Марко Ристић. Као млади људи они су се противили монархистичком уређењу Краљевине Југославије, желели су револуцију, прво на пољу уметности, а затим и државе. Манифест је објављен у алманаху Немогуће – L’impossible, прваој заједничкој публикацији београдских надреалиста.
Објављивање трећег броја часописа Надреализам данас и овде, јуна 1932. године, означава крај колективног надреалистичког активитета у Србији и припадници покрета се разилазе. Неки од њих постају чланови Комунистичке партије и због ревулуционарних активности су ухапшени или послати на издржавање затворских казни. Међу њима су Оскар Давичо, Ђорђе Костић, Ђорђе Јовановић и Коча Поповић. Други прилазе покрету социјалне литературе и уметности. Радојица Живановић Ное је 1934. године био један од оснивача уметничке групе Живот која је прихватила идеологију социјалистичког реализма, док поједини аутори настављају са индивидуалним радом у духу надреализма.

## Представници Београдског надреализма
Међу уметницима београдске групе налазе се значајни интелектуалци који су наставили да обележавају српску културну и политичку сцену, као што су Марко Ристић, Душан Матић, Коча Поповић, Шева Ристић, Александар Вучо, Јулијана Лула Вучо, Стеван Живадиновић - Ване Бор, Оскар Давичо, Ђорђе Костић, Радојица Живановић Ное и други. Радојица Живановић Ное био је једини професионални сликар у овој групи.

### Жене надреалисти
Својим учешћем у колективној уметничкој пракси надреализма жена је померила границе крутих грађанских конвенција, али тиме она није добила ни „право гласа”, ни слободу самосталног деловања у пољу визуелних уметности. Уметница надреалисткиња је остала невидљива и у оквиру авангардног дела, исто као што је била и током читаве историје уметности. Уметнице прве генерације надреализма „стидљиво”, првенствено као супруге, музе и сараднице, преиспитују хијерархијске односе у уметничкој групи, не доводећи у питање водеће позиције мушких аутора и читаву лидерску хијерархију. Њихова женска уметничка амбиција је дубоко потиснита бројним пословима, не само око куће и деце, већ и многим другим обавезама. Оне раде и секретарске послове, редигују и раде коректуру бројних текстова за своје славне мужеве, али су и даље невидљиве у јавности зато што пружају логистику иуказују подршку и разумевање за важност уметничког деловања својих мушкараца „иза кулиса” приватности.
Ипак, надреалисткиње нису увек биле у сенци својих мужева надреалиста. Оне су понекад и саме деконструисале традиционалне моделе понашања и конструисале нове просторе властитог јавног деловања унутар модела Нове жене, обликованог после Октобарске револуције и Првог светског рата. Лула Вучо, Шева Ристић и Лела Матић прави су примери самосвести и новоосвојене личне слободе из прве генерације надреализма које су успеле да изграде властити идентитет унутар револуционарног и авангардног визуелног поља уметности надреализма. Дела Луле Вучо и Шеве Ристић на папиру, мада маргинализована у време настанка, била су излагана заједно са радовима осталих представника београдског надреализма и потписницима надреалистичког манифеста. Њихов ауторски допринос авангардним надреалистичким токовима је, готово један век касније, ипак јасно позициониран и доведен у исту раван са много познатијим стваралаштвом представника београдске надреалистичке групе на изложби и у каталогу Немогуће, уметност надреализма, која јеодржана у Музеју примењене уметности у Београду 2002. године. Тада је био изложен и колаж/асамблаж Une atmosphère du printemps et de jeunesse Луле Вучо, рађен у коаторству са Александром Вучом и Душаном Матићем, из 1930. године, као и колаж Шеве Ристић, под насловом Жан Габен, настао око 1968.

## Дела београдских надреалиста
| Поема Подвизи дружине „Пет петлића” Александра Вуча представља пример сарадње чланова београдске групе надреалиста и коауторства у српској литератури. Захваљујући овој и другим поемама за децу Александар Вучо сматра се оснивачем надреализма у дечјој поезији. Године 1982. Телевизија Београд снимила је мини ТВ серију Подвизи дружине Пет петлића, према сценарију Александра Вуча.                                                                         |
| Душан Матић је са шест наративних фото-колажа, илустровао прво издање књиге из 1933. године. Он такође пише и предговор за ову књигу, у ком практично даје дефиницију техничке и семантичке логике колажа београдских надреалиста: |
| „Кад сто пута прегледате слике и досаде вам, пустите маказе нека их обрсте. Маказе су брже од кенгура: одсеците чичи бркове и залепите их на фуруну. Одсеците девојци ножице и прилепите их на врата. Зашто би врата увек била само отворена или затворена, нека пођу. Одсеците гавране са снега и прилепите их на луфтбалон. Ту бар нису злослутни пророци. Изрежите гуску која лети и стрпајте је сестри Ананији у руке. Одмах ће показати своју тајну мисао...” |

Београдски надреалисти изражавали су се кроз колективан и индивидуални рад. Као колективни вид стваралаштва објављују публикације, заједнички пишу текстове, учествују у уметничким перформансима, стварају заједничка уметничка дела. Године 1930. полемички иступају и у дневном листу Политика, како би допрли до већег броја људи. Својом продукцијом београдски надреалисти нуде низ експерименталних техника и жанрова као ни једна друга југословенска авангарда пре њих. Традиционални медији као што су цртежи и слике били су мање заступљени, док се више користе нови медији као што су колаж, декалкоманија, фотографија, фотограм и асамблаж. Значајан број визуелних дела београдских надреалиста чува се у Музеју савремене уметности, највише захваљујући Легату Марка, Шеве и Маре Ристић.

### Легат Марка, Шеве и Маре Ристић
Легат је Музеју поклонио Марко Ристић, један од оснивача и водећа личност групе београдских надреалиста. Посебно место у Легату заузима „Надреалистички зид” Марка Ристића, који је аутор реализовао у свом радном кабинету. „Надреалистички зид” може се сматрати за прву инсталацију у историји уметности 20. века на нашим просторима. Садржи дела Макса Ернста, Андреа Масона, Ива Тангиа, фотографије, колаже, афричку маску, радове српских надреалиста, рад Богданке Познановић и скулптуру уметника наиве Богосава Живковића.

### Публикације
Алманах Немогуће – L’impossible прва је заједничка публикација београдских надреалиста. Објављен је у Београду, у мају 1930. године. Публикација је замишљена као гласило покрета. У овом алманаху је објављен оснивачки манифест, програмска изјава коју је потписало тринаест надреалиста.
Часопис Надреализам данас и овде је друга публикација значајна као платформа за испољавање надреалистичких ставова. Часопис је излазио у Београду 1931. и 1932. године, а изашло је укупно три броја. Следећи и даље идеју директне сарадње на линији Париз–Београд, у часопис је објављивао прилоге како београдских, тако и француских надреалиста.

## Став критике
Процењиван са становишта традиционалне естетике у коју се никако није уклапао дуго је био маргинализован и неадекватно вреднован од стране стручне критике.
Почетком 21. века покрет београдских надреалиста се далеко више уважава. Међутим, иако се дела наших уметника појављују на светским изложбама надреализма, везе, контакти, заједнички рад и међусобни утицаји ипак још нису довољно проучени. Међу истраживачима Београдског надреализма својим радом као пионир се издваја професор Ханифа Капиџић-Османагић, а за њом и професори Миланка Тодић и Јелена Новаковић.